# Olympische Sommerspiele 2020/Teilnehmer (Zypern)
| Gelbes Symbol für Goldmedaillen mit stilisierten Olympischen Ringen | Graues Symbol für Silbermedaillen mit stilisierten Olympischen Ringen | Braundes Symbol für Bronzemedaillen mit stilisierten Olympischen Ringen |
| ------------------------------------------------------------------- | --------------------------------------------------------------------- | ----------------------------------------------------------------------- |
| —                                                                   | —                                                                     | —                                                                       |

Zypern nahm an den Olympischen Spielen 2020 in Tokio mit 15 Sportlern in sechs Sportarten teil. Es war die insgesamt 11. Teilnahme an Olympischen Sommerspielen. Fahnenträger bei der Eröffnungsfeier waren der Leichtathlet Milan Traikovitz und die Schützin Andri Eleftheriou.

## Teilnehmer nach Sportarten

### Leichtathletik
Laufen und Gehen 
| Athleten         | Wettbewerb   | Runde 1 | Runde 1 | Halbfinale | Halbfinale | Finale        | Finale        |
| Athleten         | Wettbewerb   | Zeit    | Rang    | Zeit       | Rang       | Zeit          | Rang          |
| ---------------- | ------------ | ------- | ------- | ---------- | ---------- | ------------- | ------------- |
| Frauen           |              |         |         |            |            |               |               |
| Eleni Artymata   | 400 m        | 51,91 s | 5       | 50,50 s    | 5          | ausgeschieden | ausgeschieden |
| Männer           |              |         |         |            |            |               |               |
| Milan Traikovits | 110 m Hürden | 13,59 s | 4       | 14,01 s    | 8          | ausgeschieden | ausgeschieden |

 Springen und Werfen 
| Athleten           | Wettbewerb | Qualifikation | Qualifikation | Finale        | Finale        | Rang |
| Athleten           | Wettbewerb | Weite/Höhe    | Rang          | Weite/Höhe    | Rang          | Rang |
| ------------------ | ---------- | ------------- | ------------- | ------------- | ------------- | ---- |
| Männer             |            |               |               |               |               |      |
| Apostolos Parellis | Diskuswurf | 62,11 m       | 17            | ausgeschieden | ausgeschieden | 17   |

### Radsport

#### Straßenradsport
| Athleten           | Wettbewerb    | Zeit | Rang |
| ------------------ | ------------- | ---- | ---- |
| Frauen             |               |      |      |
| Antri Christoforou | Straßenrennen | DNF  | DNF  |

### Schießen
| Athleten              | Wettbewerb | Qualifikation   | Qualifikation | Finale          | Finale        | Ringe/ Scheiben | Rang |
| Athleten              | Wettbewerb | Ringe/ Scheiben | Rang          | Ringe/ Scheiben | Rang          | Ringe/ Scheiben | Rang |
| --------------------- | ---------- | --------------- | ------------- | --------------- | ------------- | --------------- | ---- |
| Frauen                |            |                 |               |                 |               |                 |      |
| Andri Eleftheriou     | Skeet      | 119             | 7             | ausgeschieden   | ausgeschieden | 119             | 7    |
| Männer                |            |                 |               |                 |               |                 |      |
| Andreas Makri         | Trap       | 117             | 28            | ausgeschieden   | ausgeschieden | 117             | 28   |
| Dimitris Konstantinou | Skeet      | 121             | 12            | ausgeschieden   | ausgeschieden | 121             | 12   |
| Georgios Achilleos    | Skeet      | 122             | 9             | ausgeschieden   | ausgeschieden | 122             | 9    |

### Schwimmen
| Athleten         | Wettbewerb     | Vorlauf | Vorlauf | Halbfinale    | Halbfinale    | Finale        | Finale        | Rang |
| Athleten         | Wettbewerb     | Zeit    | Rang    | Zeit          | Rang          | Zeit          | Rang          | Rang |
| ---------------- | -------------- | ------- | ------- | ------------- | ------------- | ------------- | ------------- | ---- |
| Frauen           |                |         |         |               |               |               |               |      |
| Kalia Antoniou   | 50 m Freistil  | 25,41 s | 27      | ausgeschieden | ausgeschieden | ausgeschieden | ausgeschieden | 27   |
| Kalia Antoniou   | 100 m Freistil | 55,38 s | 29      | ausgeschieden | ausgeschieden | ausgeschieden | ausgeschieden | 29   |
| Männer           |                |         |         |               |               |               |               |      |
| Nikolas Antoniou | 50 m Freistil  | 23,38 s | 45      | ausgeschieden | ausgeschieden | ausgeschieden | ausgeschieden | 45   |
| Nikolas Antoniou | 100 m Freistil | 50,00 s | 40      | ausgeschieden | ausgeschieden | ausgeschieden | ausgeschieden | 40   |

### Segeln
Während der Qualifikationsperiode konnte Zypern Quotenplätze in vier Bootsklassen erringen.
| Athleten         | Wettbewerb      | Qualifikation | Qualifikation | Medal Race    | Medal Race    | Punkte | Rang |
| Athleten         | Wettbewerb      | Punkte        | Rang          | Punkte        | Rang          | Punkte | Rang |
| ---------------- | --------------- | ------------- | ------------- | ------------- | ------------- | ------ | ---- |
| Frauen           |                 |               |               |               |               |        |      |
| Natasa Lappa     | Windsurfen RS:X | 218           | 21            | ausgeschieden | ausgeschieden | 218    | 21   |
| Marilena Makri   | Laser Radial    | 227           | 33            | ausgeschieden | ausgeschieden | 227    | 33   |
| Männer           |                 |               |               |               |               |        |      |
| Andreas Kariolou | Windsurfen RS:X | 118           | 12            | ausgeschieden | ausgeschieden | 118    | 12   |
| Pavlos Kontides  | Laser           | 76            | 4             | 12            | 6             | 88     | 4    |

### Turnen

#### Gerätturnen
| Athleten        | Wettbewerb       | Qualifikation | Qualifikation | Finale        | Finale        | Rang |
| Athleten        | Wettbewerb       | Punkte        | Rang          | Punkte        | Rang          | Rang |
| --------------- | ---------------- | ------------- | ------------- | ------------- | ------------- | ---- |
| Männer          |                  |               |               |               |               |      |
| Marios Georgiou | Barren           | 13,666        | 52            | ausgeschieden | ausgeschieden | 52   |
| Marios Georgiou | Boden            | 13,466        | 50            | ausgeschieden | ausgeschieden | 50   |
| Marios Georgiou | Pauschenpferd    | 10,666        | 74            | ausgeschieden | ausgeschieden | 74   |
| Marios Georgiou | Reck             | 14,333        | 9             | ausgeschieden | ausgeschieden | 9    |
| Marios Georgiou | Ringe            | 12,766        | 61            | ausgeschieden | ausgeschieden | 61   |
| Marios Georgiou | Mehrkampf Einzel | 78,997        | 50            | ausgeschieden | ausgeschieden | 50   |